# Maikel Aerts
Maikel Aerts (26 de juny de 1976, Eindhoven) és un futbolista neerlandès que des del 2010 juga pel Hertha BSC.